# Eastman-jegyzetek
Az Eastman-jegyzetek (vagy puccsjegyzetek) John Eastman amerikai jogász által létrehozott dokumentumok, amelyekben azt írja le, hogy az Amerikai Egyesült Államok alelnökének egyedüli joga van, hogy elutasítson elfogadott elektori szavazatokat, amelynek következtében megsemmisítenék egy választás eredményét, hogy az az alelnök által kívánt végkimenetel szülessen meg, például az alelnök pártjának győzelme. A dokumentumokhoz hozzáfért Donald Trump akkori elnök is.
Trump és Eastman arra használták a dokumentumokat, hogy nyomást helyezzenek Mike Pence alelnökre, hogy megsemmisítse a 2021-es elektorszámlálás eredményét és végül megváltoztassa a 2020-as elnökválasztás eredményét, hogy Trump hatalomban maradhasson.
A Trump-kampány december 5-én szerződtette le Eastmant, hogy pereskedjen a választás eredményével kapcsolatban. A jegyzetekről azt mondták, hogy egy használati útmutató volt egy puccshoz.

## Első memorandum
Az első memorandum az elektorszavazatok megszámlálásának alkotmányos folyamatát írta le, a tizenkettedik alkotmány-kiegészítés alapján. Eastman elképzelése alapján az Elektorszámláló Törvény (és ezzel a választás folyamata) teljes mértékben alkotmányellenes volt. Ezek mellett leírta, hogy az alelnök, aki a Szenátus elnökének szerepét is betölti és ezzel ő hagyja jóvá a Képviselőház és a Szenátus közös gyűlésén az elektori szavazatokat. Az alelnök „számol, ezzel együtt megoldva a kérdőjeles elektori szavazatok problémáit... és a Kongresszus tagjai csak nézni tudják.” A memorandum John Adams és Thomas Jefferson tevékenységét jelöli meg történelmi precedensként az 1796-os, illetve 1800-as választásokon. Trump támogatói közül néhányan, mint Louie Gohmert ezt követően hamisan azt mondták, hogy azzal, hogy Jefferson beszámította Georgia szavazatait 1800-ban, arra utalt, hogy az alelnöknek egyedüli joga van, hogy elfogadjon vagy elutasítson elektori szavazatokat.
A jegyzet egy hat lépéses tervet mutatott be Pence számára, hogy visszavonhassa Biden győzelmét:

## Második memorandum
A második memorandum egy részletesebb tervet írt le és több lehetőséget is adott Pence-nek, hogy megváltoztassa Biden megválasztását: Az első rész bemutat valótlan illegális tevékenységeket hat államban (Arizona, Georgia, Michigan, Nevada, Pennsylvania, Wisconsin). A második része pedig ismét arra koncentrál, hogy az Elektorszámláló Törvény alkotmányellenes és, hogy Pence-nek volt rá hatalma, hogy elfogadjon vagy elutasítson elektorokat. A harmadik része pedig hét államról beszélt és bemutatta Pence lehetőségeit:

## Pence válasza a dokumentumra
Gregory Jacob, az akkor alelnök Pence jogi tanácsadója, 2020. december 8-án írt egy jegyzetet az elnöknek a folyamatról és bemutatta neki a tizenkettedik kiegészítéssel és az 1887-es Elektorszámláló Törvénnyel kapcsolatos alkotmányos problémákat. Jacob erről tanúvallomást is adott a Capitolium ostromával kapcsolatban tartott meghallgatásokon, 2022. június 16-án.
A Jacob-jegyzet volt az alapja Pence döntésének, hogy nem lép közbe január 6-án és nem szakítja meg a folyamatot a közös gyűlésen, az elnök kérésének ellenállva.
A Trump-adminisztráció főügyésze, William Barr szintén elutasította a jogi elméletet, amelyet az Eastman-jegyzetek bemutattak, december 14-én le is mondott. Egy interjúban Barr kijelentette, hogy az, hogy Eastman szerint Pence megváltoztathatna bármit „őrültség” volt, de hogy nem volt „semmi eredendően rossz az alternatív elektorok kinevezésében.”